# Muziekcentrum De Bijloke Gent

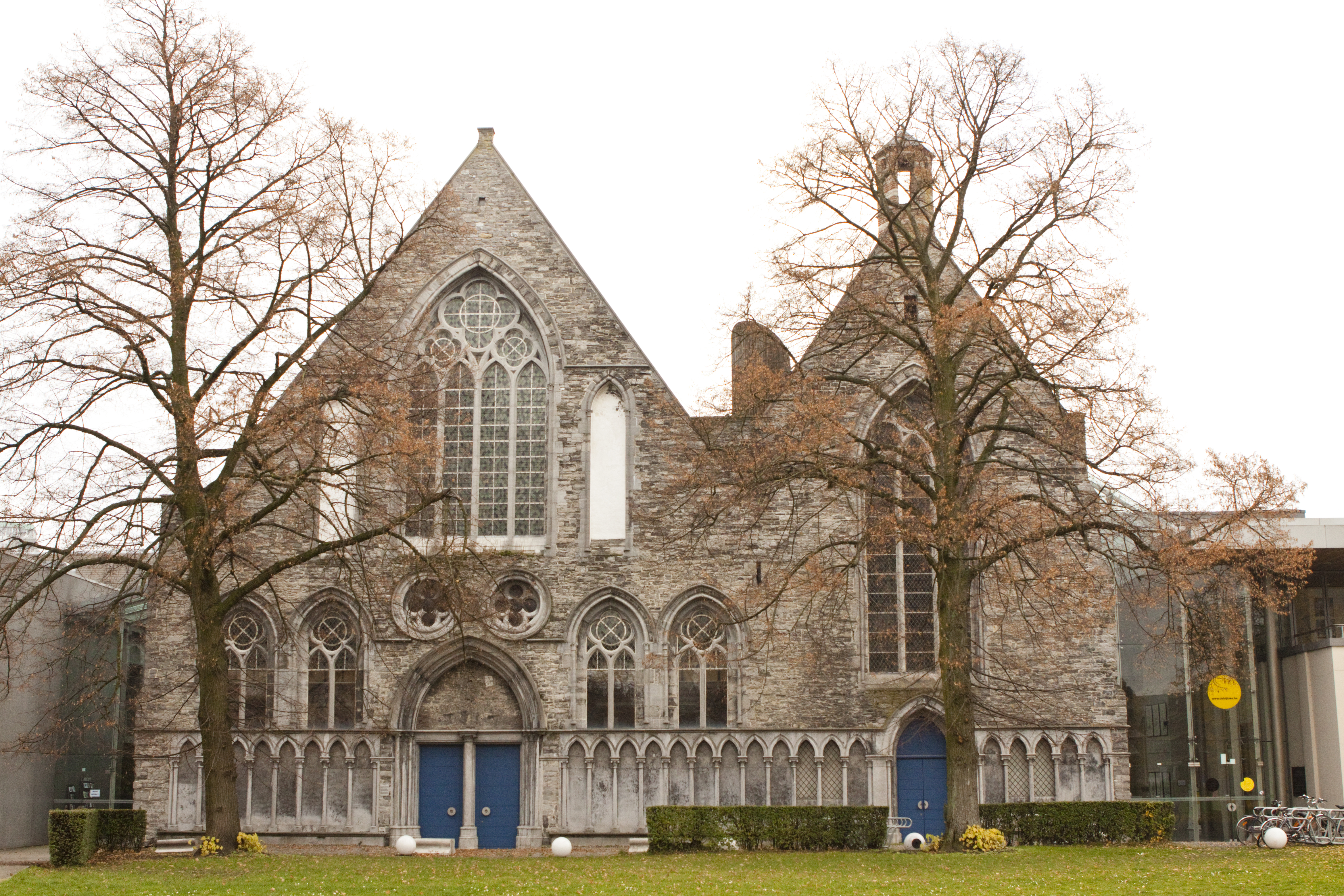
De vroegere ziekenzaal wordt als concertzaal gebruikt.

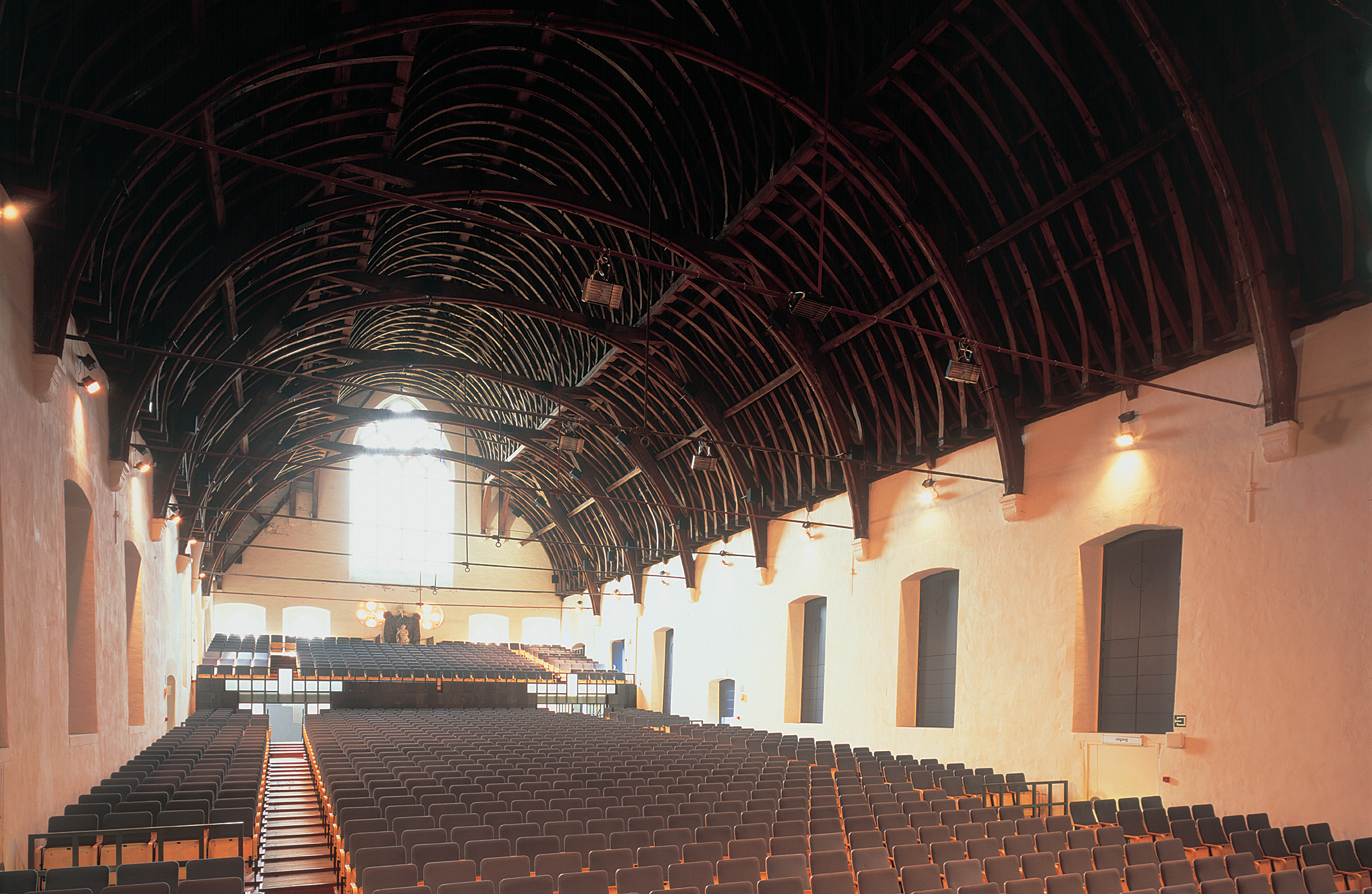
Binnenaanzicht met 13e-eeuws dakgebinte

Muziekcentrum De Bijloke Gent (voorheen: Stedelijke Concertzaal De Bijloke) is een concertzalencomplex dat zich bevindt op de Bijlokesite in Gent, Oost-Vlaanderen. Het is gespecialiseerd in oude, symfonische, vocale en hedendaagse muziek, alsook in jazz. Doelstelling van het Muziekcentrum is "de ontsluiting, creatie, bewaring en beleving van muziek en haar traditie" centraal te stellen.

## Het complex
Muziekcentrum De Bijloke Gent bevindt zich in het voormalige Bijloke hospitaal. Dit hospitaal werd meer dan 700 jaar geleden gesticht en verhuisde in 1983 naar het Jan Palfijnziekenhuis (Gent). De oudste delen van de site werden gerestaureerd en omgebouwd tot modern muziekcentrum. Aan de historische architectuur werden moderne artiestenloges, repetitieruimtes, kantoren, twee eigentijdse toegangsgebouwen en een groot foyer voor publiek en artiesten toegevoegd. Het hedendaags concept beantwoordt niet alleen aan de functionele vereisten van een muziekcentrum, maar zorgt ook voor een visuele en ruimtelijke verbinding tussen het 19de-eeuwse hospitaal en de 13de-eeuwse ziekenzaal.

### Historisch gedeelte
- De middeleeuwse ziekenzaal werd gerestaureerd en functioneert als concertzaal die plaats biedt aan 960 toeschouwers. Het Symfonieorkest Vlaanderen heeft er sinds 2017 zijn thuisbasis. Ook het Antwerp Symphony Orchestra gebruikt de zaal regelmatig voor concerten.
- Het Kraakhuis wordt eveneens gebruikt als concertzaal voor ongeveer 240 toeschouwers. Er concerteren voornamelijk kamermuziekensembles en solisten.
- De bibliotheek: deze ruimte wordt gebruikt voor verschillende doeleinden, zoals tentoonstellingen, cd-opnames en concerten.
- Het auditorium van het anatomisch instituut wordt gebruikt voor concerten, lezingen, concertinleidingen en filmprojecties.
- In de kantoren en snijzalen van het anatomisch instituut bevinden zich de kantoren van het Muziekcentrum.

### Modern gedeelte
Voor nieuwe functies die niet in de historische gebouwen konden worden ondergebracht, werd het oorspronkelijke complex aangevuld met gebouwen in een strakke hedendaagse stijl. Een voorbeeld hiervan is het imposante toegangsgebouw met mezzanine. In dezelfde stijl werd eind 2007 het Muziekcentrum uitgebreid met een nieuwe foyer. Deze veelzijdige en lichtrijke ruimte vormt het hart van het Muziekcentrum en zorgt voor een visuele en ruimtelijke verbinding tussen de verschillende zalen. De foyer bestaat uit drie niveaus die elk afzonderlijk of in combinatie met elkaar gebruikt kunnen worden.